# Jole Ruzzini
Jole Ruzzini (Sassari, 25 febbraio 1984) è una pallavolista italiana.
Gioca nel ruolo di libero.

## Carriera
La carriera di Jole Ruzzini inizia nel 1996 con l'Unione Sportiva Sunshine Sassari, in Serie C: resta legata al club per sei stagioni, disputando per tre volte anche la Serie B2; dal 2002 gioca per il Sassari Pallavolo 2001, dove milita per quattro stagioni, disputando sia la Serie C che la Serie B2.
Nel 2005 passa all'Hermaea di Olbia, in Serie C, per poi, dopo la promozione, disputare la Serie B2 a partire dall'annata 2006-07. Nella stagione 2008-09 passa alla Pallavolo Cittaducale, sempre in Serie B2, con cui a fine campionato ottiene la promozione in Serie B1, categoria che disputa con lo stesso club nella stagione 2009-10.
L'esordio tra i professionisti avviene nella stagione 2010-11 quando viene ingaggiata dalla RDM Pomezia Volley, in Serie A2, mentre nell'annata successiva vesta la maglia dell'IHF di Frosinone, dove gioca per tre annate, sempre in serie cadetta, vincendo la Coppa Italia di categoria nella stagione 2012-13 ed esordendo in Serie A1 per il campionato 2013-14 dopo il ripescaggio della squadra. Nella stagione 2014-15 resta nella massima divisione italiana difendendo i colori della Savino Del Bene di Scandicci.
Si trasferisce in Romania dove disputa il campionato 2015-16 con il CSM Bucarest, squadra di Divizia A1, con cui si aggiudica la Challenge Cup. Tuttavia nella stagione seguente rientra in Italia ingaggiata dal Flero.
Per il campionato 2017-18 si accasa al RC Cannes, nella Ligue A francese, con cui vince la Coppa di Francia. Nella stagione 2018-19 ritorno nella Serie A1, ingaggiata dal neopromosso Cuneo Granda, mentre per quella successiva si accorda con la VolAlto Caserta, sempre nella massima divisione italiana, ma nell'agosto 2019 interrompe l'attività agonistica per una gravidanza.

## Palmarès

### Club
- Coppa di Francia: 1

2017-18
- Coppa Italia di Serie A2: 1

2012-13
- Challenge Cup: 1

2015-16

### Premi individuali
- 2018 - Ligue A: Miglior libero